# (6890) Savinykh
(6890) Savinykh es un asteroide perteneciente al cinturón de asteroides, descubierto el 3 de septiembre de 1975 por la astrónoma soviética Liudmila Chernyj desde el Observatorio Astrofísico de Crimea.

## Designación y nombre
Designado provisionalmente como 1975 RP. Fue nombrado Savinykh en honor al cosmonauta ruso Víktor Savinyj.